# Русинкевич, Нина Ивановна
Нина Ивановна Русинкевич (1925 — ?) — советская шахматистка, кандидат в мастера спорта СССР.
Жила в Донецке.
Участница чемпионата СССР 1968 г.
Чемпионка Украинской ССР 1958 и 1968 гг.
Победительница чемпионата ЦС ДСО «Спартак» среди женщин (1950 г.).
В составе сборной ДСО «Спартак» победительница командного чемпионата СССР 1954 г. В отличие от других участников команды, играла в соревновании неудачно (например, играя белыми, на 14-м ходу получила натуральный мат в партии с Н. В. Лобановой). Я. В. Дамский вспоминал, как Р. Г. Нежметдинов, игравший в том составе «Спартака», «бурно — иначе он просто не умел — возмущался игрой одной шахматистки-спартаковки. Не тем, что она заняла предпоследнее место на доске, едва не аннулировав успехи „однополчан“, а ее равнодушной реакцией на происходящее».
Участница первенства СССР среди сборных союзных республик 1958 г.

## Спортивные результаты
| Год  | Город   | Соревнование                                                | + | −  | = | Результат | Место |
| ---- | ------- | ----------------------------------------------------------- | - | -- | - | --------- | ----- |
| 1950 |         | Чемпионат ЦС ДСО «Спартак»                                  |   |    |   |           | 1     |
|      |         | Полуфинал чемпионата Украинской ССР                         |   |    |   | 7½ из 10  | 1—2   |
|      | Киев    | Чемпионат Украинской ССР                                    | 6 | 3  | 5 | 8½ из 14  | 6—7   |
|      | Киев    | Полуфинал 11-го чемпионата СССР                             |   |    |   |           |       |
| 1954 | Рига    | Командный чемпионат СССР (ДСО «Спартак», 2-я женская доска) | 1 | 3  | 7 | 4½ из 11  |       |
| 1958 |         | Чемпионат Украинской ССР                                    |   |    |   |           | 1—2   |
| 1968 |         | Чемпионат Украинской ССР                                    |   |    |   |           | 1     |
|      | Ашхабад | 28-й чемпионат СССР                                         | 2 | 12 | 5 | 4½ из 19  | 19—20 |